# Darío Alaniz
Oscar Darío Alaniz (Mendoza, Provincia de Mendoza, Argentina; 4 de julio de 1971) es un exfutbolista y actual entrenador argentino. Jugó de mediocampista y su último club fue San Martín de Mendoza.

## Trayectoria

### Como futbolista
Comenzó su carrera profesional en 1994 vistiendo la camiseta de Godoy Cruz en el Torneo Nacional B. En dicha divisional también vistió las camisetas de Belgrano de Córdoba, Instituto (con el que ganó la temporada 1998-99), San Martín de Mendoza, San Martín de Tucumán y Sportivo Italiano. En Primera División jugó para Argentinos Juniors, Instituto y Talleres de Córdoba. En la Tercera División defendió los colores de Luján de Cuyo y nuevamente San Martín de Mendoza. En 2008, tras haberse retirado en 2007, tuvo un corto paso por Gutiérrez SC.

### Como entrenador
Como entrenador arrancó en el año 2007 para dirigir a San Martín de Mendoza en la temporada 2007-08 del Torneo Argentino B.
En 2009, fue elegido para dirigir a Huracán Las Heras en la Liga Mendocina de Fútbol y posteriormente en el Torneo del Interior 2010. En 2011, se hizo cargo de las inferiores de Godoy Cruz dirigiendo en la liga local donde ganó la edición 2012. Años después pasó a entrenar la reserva del Tomba.
En 2016, fue designado como sustituto de Omar Labruna para dirigir el plantel superior de Gimnasia y Esgrima de Mendoza en el Torneo Federal A 2016. A fines de abril de 2018, fue confirmado junto a Martín Abaurre como la dupla técnica sucesora de Marcelo Fuentes para afrontar la última etapa del Torneo Federal A 2017-18 en Gimnasia de Mendoza.
En 2024, tras malos resultados de José María Bianco (2 derrotas y 2 empates) al frente de Gimnasia y Esgrima de Mendoza, lo remplazó interinamente en la conducción técnica del equipo en el marco de la Primera Nacional 2024. Luego de dirigir 14 encuentros fue removido de su cargo por la comisión directiva del club.

## Estadísticas

### Como futbolista
| Club               | País      | Año       |
| ------------------ | --------- | --------- |
| Godoy Cruz         | Argentina | 1994-1996 |
| Sportivo Italiano  | Argentina | 1996-1997 |
| San Martín (T)     | Argentina | 1997-1998 |
| Instituto          | Argentina | 1998-2000 |
| Talleres (C)       | Argentina | 2000-2001 |
| Argentinos Juniors | Argentina | 2001-2002 |
| Belgrano (C)       | Argentina | 2002-2003 |
| San Martín (M)     | Argentina | 2003-2004 |
| Luján de Cuyo      | Argentina | 2004-2006 |
| San Martín (M)     | Argentina | 2006-2007 |
| Gutiérrez SC       | Argentina | 2008      |

### Como entrenador
| Club                         | País      | Año       |
| ---------------------------- | --------- | --------- |
| San Martín (M)               | Argentina | 2007-2008 |
| Huracán Las Heras            | Argentina | 2009-2010 |
| Godoy Cruz                   | Argentina | 2010-2016 |
| Gimnasia y Esgrima (M)       | Argentina | 2016-2017 |
| Gimnasia y Esgrima (M)       | Argentina | 2018      |
| FADEP                        | Argentina | 2018-2019 |
| Juventud Unida Universitario | Argentina | 2019-2020 |
| Huracán Las Heras            | Argentina | 2020-2021 |
| Gimnasia y Esgrima (M)       | Argentina | 2024      |

#### Detalle
| Club                          | Div.          | Temporada     | Liga | Liga | Liga | Liga |          | Copas    | Copas    | Copas    | Copas | Copas         | Copas         | Copas         | Copas         | Copas |    | Totales | Totales | Totales | Totales | Totales | Totales | Totales | Totales | Totales |
| Club                          | Div.          | Temporada     | Liga | Liga | Liga | Liga | Nacional | Nacional | Nacional | Nacional |       | Internacional | Internacional | Internacional | Internacional |       |    | Totales | Totales | Totales | Totales | Totales | Totales | Totales | Totales | Totales |
| Club                          | Div.          | Temporada     | PD   | G    | E    | P    | PD       | G        | E        | P        | PD    | G             | E             | P             | PD            | G     | E  | P       | GF      | GC      | Dif.    | Pts.    | Rend.   |         |         |         |
| ----------------------------- | ------------- | ------------- | ---- | ---- | ---- | ---- | -------- | -------- | -------- | -------- | ----- | ------------- | ------------- | ------------- | ------------- | ----- | -- | ------- | ------- | ------- | ------- | ------- | ------- | ------- | ------- | ------- |
| San Martín (M) Argentina      | 4.ª           | 2007-08       | 21   | 9    | 4    | 8    | —        | —        | —        | —        | —     | —             | —             | —             | 21            | 9     | 4  | 8       | 31      | 24      | +7      | 31      | 49.21%  |         |         |         |
| San Martín (M) Argentina      | Total club    | Total club    | 21   | 9    | 4    | 8    | 0        | 0        | 0        | 0        | 0     | 0             | 0             | 0             | 21            | 9     | 4  | 8       | 31      | 24      | +7      | 31      | 49.21%  |         |         |         |
| Huracán Las Heras Argentina   | 5.ª           | 2010          | 10   | 5    | 2    | 3    | —        | —        | —        | —        | —     | —             | —             | —             | 10            | 5     | 2  | 3       | 13      | 11      | +2      | 17      | 56.67%  |         |         |         |
| Huracán Las Heras Argentina   | 3.ª           | 2020          | 5    | 2    | 1    | 2    | 2        | 1        | 0        | 1        | —     | —             | —             | —             | 7             | 3     | 1  | 3       | 7       | 10      | -3      | 10      | 47.62%  |         |         |         |
| Huracán Las Heras Argentina   | 3.ª           | 2021          | 9    | 3    | 1    | 5    | —        | —        | —        | —        | —     | —             | —             | —             | 9             | 3     | 1  | 5       | 7       | 7       | 0       | 10      | 33.33%  |         |         |         |
| Huracán Las Heras Argentina   | Total club    | Total club    | 24   | 10   | 4    | 10   | 2        | 1        | 0        | 1        | 0     | 0             | 0             | 0             | 26            | 11    | 4  | 11      | 27      | 28      | -1      | 37      | 47.44%  |         |         |         |
| Gimnasia (M) Argentina        | 3.ª           | 2016          | 6    | 2    | 2    | 2    | —        | —        | —        | —        | —     | —             | —             | —             | 6             | 2     | 2  | 2       | 5       | 4       | +1      | 8       | 44.44%  |         |         |         |
| Gimnasia (M) Argentina        | 3.ª           | 2016-17       | 34   | 16   | 9    | 9    | 3        | 1        | 1        | 1        | —     | —             | —             | —             | 37            | 17    | 10 | 10      | 55      | 32      | +23     | 61      | 54.96%  |         |         |         |
| Gimnasia (M) Argentina        | 3.ª           | 2017-18       | 6    | 4    | 1    | 1    | —        | —        | —        | —        | —     | —             | —             | —             | 6             | 4     | 1  | 1       | 8       | 4       | +4      | 13      | 72.23%  |         |         |         |
| Gimnasia (M) Argentina        | 2.ª           | 2024          | 12   | 5    | 3    | 4    | 2        | 1        | 0        | 1        | —     | —             | —             | —             | 14            | 6     | 3  | 5       | 16      | 15      | +1      | 21      | 50%     |         |         |         |
| Gimnasia (M) Argentina        | Total club    | Total club    | 59   | 27   | 15   | 16   | 5        | 2        | 1        | 2        | 0     | 0             | 0             | 0             | 63            | 29    | 16 | 18      | 83      | 55      | +29     | 103     | 54.5%   |         |         |         |
| Juventud Unida (SL) Argentina | 3.ª           | 2019-20       | 12   | 1    | 6    | 5    | —        | —        | —        | —        | —     | —             | —             | —             | 12            | 1     | 6  | 5       | 6       | 14      | -8      | 9       | 25%     |         |         |         |
| Juventud Unida (SL) Argentina | Total club    | Total club    | 12   | 1    | 6    | 5    | 0        | 0        | 0        | 0        | 0     | 0             | 0             | 0             | 12            | 1     | 6  | 5       | 6       | 14      | -8      | 9       | 25%     |         |         |         |
| Total carrera                 | Total carrera | Total carrera | 116  | 47   | 29   | 39   | 7        | 3        | 1        | 3        | 0     | 0             | 0             | 0             | 122           | 50    | 30 | 42      | 148     | 121     | +27     | 180     | 49.18%  |         |         |         |
| 1.                            |               |               |      |      |      |      |          |          |          |          |       |               |               |               |               |       |    |         |         |         |         |         |         |         |         |         |

## Palmarés

### Como futbolista

#### Títulos nacionales
| Título             | Club      | País      | Año     |
| ------------------ | --------- | --------- | ------- |
| Primera B Nacional | Instituto | Argentina | 1998-99 |

### Como entrenador

#### Títulos regionales
| Título         | Club       | País      | Año  |
| -------------- | ---------- | --------- | ---- |
| Liga Mendocina | Godoy Cruz | Argentina | 2012 |

#### Otros logros
|                                                                                           |
| - Ascenso a la Primera B Nacional con Gimnasia de Mendoza en el Torneo Federal A 2017-18. |

#### Distinciones individuales
| Distinción                                              | Año     |
| ------------------------------------------------------- | ------- |
| Premio Alumni al mejor entrenador del Torneo Federal A. | 2017-18 |